# Rechmire
Rechmire byl šlechtic a úředník ve starověkém Egyptě, který během vlády panovníků Thutmose III. a Amenhotepa II. působil jako guvernér města Théb, nejvyšší kněží v Heliopolisu a jako vezír. Příčina jeho politického pádu není jasná, pravděpodobně byl z neznámých důvodů zahanben a sesazen. Rachmireho hrob je znám pro svoji výzdobu, která obsahuje nejen výjevy z každodenního života Egypťanů, ale i podrobně sepsané povinnosti úřadu vezíra.